# Serhij Dacenko (ur. 1977)
Serhij Anatolijowycz Dacenko, ukr. Сергій Анатолійович Даценко (ur. 10 grudnia 1977 w Czernihowie) – ukraiński piłkarz, grający na pozycji obrońcy, a wcześniej pomocnika.

## Kariera piłkarska

### Kariera klubowa
Wychowanek klubu Desna Czernihów, w którym w 1995 rozpoczął karierę piłkarską. Na początku 1996 został zaproszony do Dynama Kijów, ale w podstawowej jedenastce rozegrał tylko 1 mecz, grał przeważnie w drugiej i trzeciej drużynie Dynama. Potem został wypożyczony do Metałurha Donieck i Krywbasa Krzywy Róg. Latem 2000 wyjechał do Rosji, gdzie bronił barw klubów Rostsielmasz Rostów (od 2003 nazywał się FK Rostów) oraz Terek Grozny. W 2005 roku zakończył karierę piłkarską.

### Kariera reprezentacyjna
Występował w młodzieżowej reprezentacji Ukrainy.

## Sukcesy i odznaczenia

### Sukcesy klubowe
- mistrz Ukrainy: 1997
- brązowy medalista Mistrzostw Ukrainy: 1999
- mistrz Pierwszej Ligi Ukrainy: 2000
- wicemistrz Pierwszej Ligi Ukrainy: 1997
- półfinalista Pucharu Ukrainy: 1998
- finalista Pucharu Rosji: 2003